# Zieheisen (Drahtziehen)

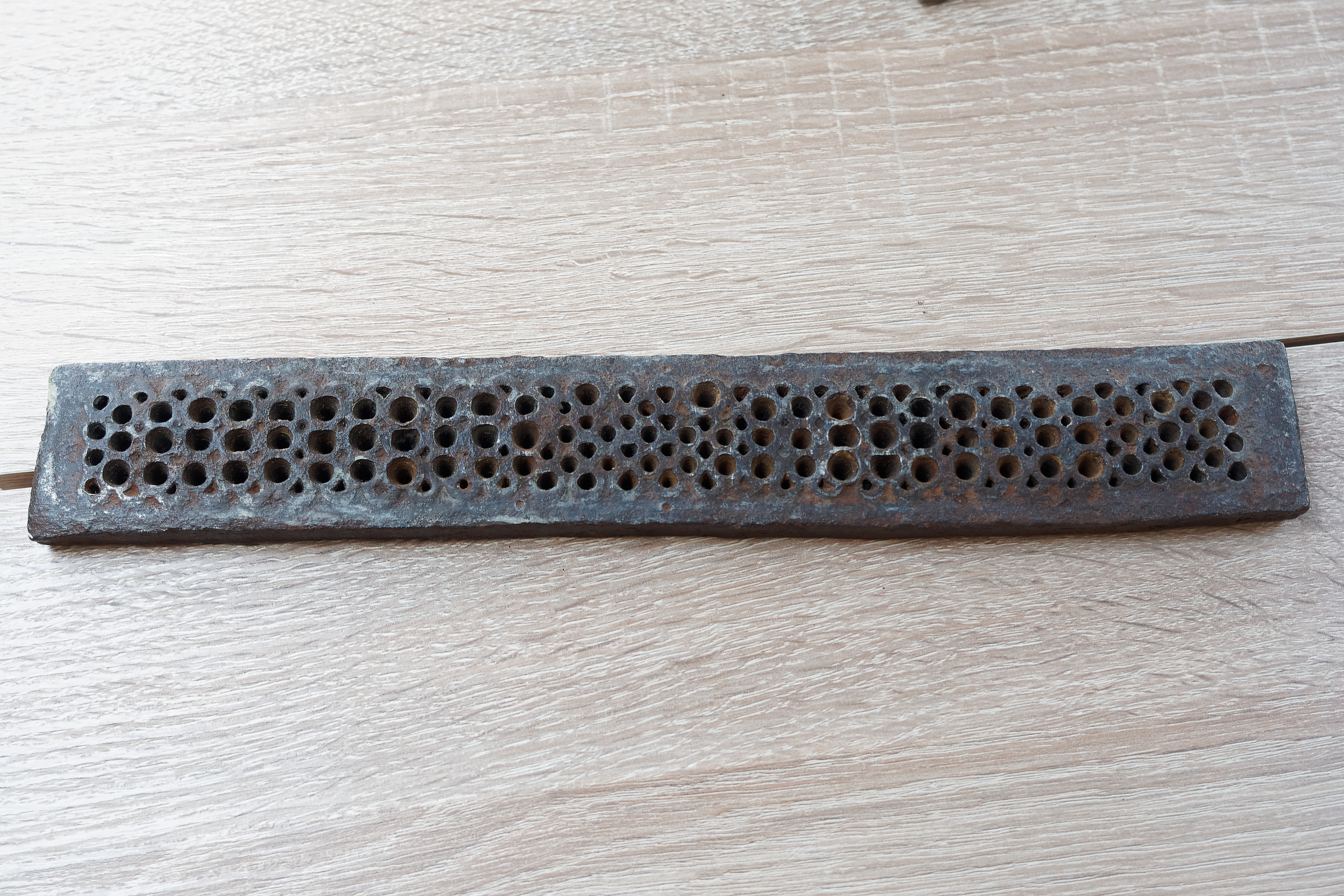
Zieheisen für die Drahtherstellung im Stadtmuseum Werdohl

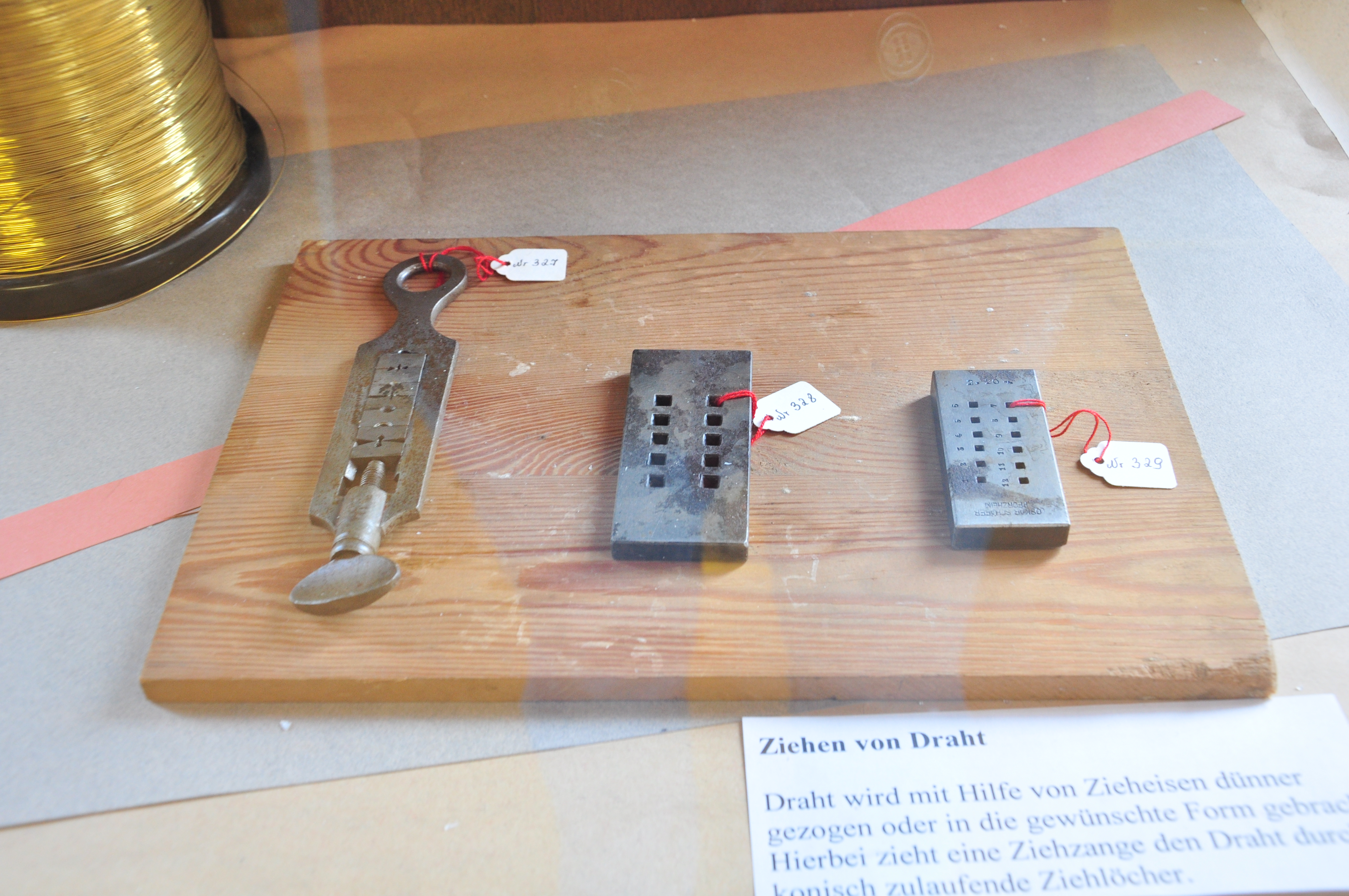
Verschiedene moderne Exemplare eines Zieheisens

Ein  Zieheisen (Drahtziehen) ist eine Eisen- oder Stahlscheibe mit einer Reihe konisch gebohrter Löcher verschiedenen Durchmessers. Diese wurde in einem frühneuzeitlichen Drahthammer zur Herstellung von Drähten benötigt, indem ein dünner und erhitzter Eisenstab mit Hilfe einer besonderen Einrichtung, beispielsweise einer Drahtzziehbank, von einem Drahtzieher durch die schrittweise kleiner werdenden Löcher gezogen wurde. Auch heute noch werden Ziehsteine zur Feindrahtherstellung benötigt, während gröbere Drähte in einem Walzverfahren hergestellt werden.